# سفارت ایالات متحده آمریکا در پراگ
سفارت ایالات متحده آمریکا در پراگ (به لاتین: Embassy of the United States) یک منطقهٔ مسکونی و نمایندگی سیاسی ایالات متحده آمریکا در جمهوری چک است که در پراگ واقع شده‌است.